# Powiat Nishimuro
Powiat Nishimuro (jap. 西牟婁郡 Nishimuro-gun) – powiat w Japonii, w prefekturze Wakayama. W 2024 roku liczył 38 405 mieszkańców.

## Miejscowości
- Kamitonda
- Shirahama
- Susami